# دخشم
دَخْشَم أو أُرْكة مزيفة أو الأركيات المزيفة (الاسم العلمي: Pseudorca) هو جنس من الحيتانيات، يتبع فُصيلة Globicephalinae ‏.